# Trybliographa bicuspidata
Trybliographa bicuspidata is een vliesvleugelig insect uit de familie van de Figitidae. De wetenschappelijke naam van de soort is voor het eerst geldig gepubliceerd in 1869 door Forster.